# Præstegade (Ribe)
 For alternative betydninger, se Præstegade. (Se også artikler, som begynder med Præstegade)
Præstegade er en gade i det gamle Ribe. Gaden er byens ældste gade og starter ved Ribe Domkirke og løber til Korsbrødregade. Præstegade var en vigtig gade, der forbandt Ribe Domkirke med Riberhus Slot.

## Boderne i Præstegade
Boderne i Præstegade er et godt eksempel på byggeri, der næppe havde overlevet, hvis ikke byen var gået fra storhed til stort fald og armod i midten af 1800-tallet. Der var ganske enkelt ikke råd til at rive dem ned.
Boderne blev opført omkring 1620 til at huse håndværkere og andre småborgere med få midler.
De fem boder består af:
- Præstegade 19 - adskiller sig ved at være den bedst bevarede af boderne, hvor især gadesidens bindingsværk er næsten intakt. Huset er det yngste af boderne og på tre fag
- Præstegade 21 - adskiller sig ved at have været udsat for en mindre heldig restaurering, der ses ved at bindingsværket har en helt andet symmetri end f.eks. nr. 19. Huset er på fire fag.
- Præstegade 23 - huset er på fire fag og skulle være det ældste af boderne
- Præstegade 25 - huset er på fire fag
- Præstegade 27 - huset er på fire fag og adskiller sig ved en velbevaret hølem ud mod gaden

I 2011 modtog boderne Esbjerg Kommune Byfonds bevaringspris med det argument, at de bidrager til en helhedsoplevelse af datidens Ribe.